# Elezioni regionali in Toscana del 2025
Le elezioni regionali in Toscana del 2025 si terranno il 12 e 13 ottobre per eleggere il consiglio regionale e il presidente della giunta regionale della Toscana.

## Candidature
I candidati principali di queste elezioni sono (in ordine alfabetico):
- Antonella Bundu: ex consigliera comunale di Firenze, sostenuta dalla lista "Toscana Rossa" che comprende Partito della Rifondazione Comunista, Possibile e Potere al Popolo![2];
- Eugenio Giani: presidente della Regione uscente sostenuto da una coalizione di centro-sinistra composta da Partito Democratico, Movimento 5 Stelle, Alleanza Verdi e Sinistra, Azione, Italia Viva, +Europa, Partito Socialista Italiano, Partito Repubblicano Italiano e Sinistra Civica Ecologista[3];
- Alessandro Tomasi: sindaco di Pistoia, sostenuto da Fratelli d'Italia;[4]
- Enrico Zanieri: sostenuto dal Partito Comunista Italiano[5].